# Dazio (Italia)
Dazio (Dàsc in dialetto valtellinese) è un comune italiano di 512 abitanti della Valtellina, nella provincia di Sondrio in Lombardia.

## Geografia
Il paese rimane quasi nascosto dietro la formazione montuosa della Colmen di Dazio, che fa da spartiacque fra bassa e media Valtellina, in una piccola zona pianeggiante compresa tra questo rilievo e il Corno del Colino. Posto all'estremità est della Costiera dei Cech, con i suoi 3,73 km² è uno dei comuni più piccoli della provincia..

## Storia
Nel 1963 cedette la frazione di Pilasco al comune di Ardenno.

### Testimonianze storiche
Giovanni Guler von Weineck, che fu governatore grigione della Valtellina dal 1587 al 1588, così descrive l'abitato di Dazio:
(Giovanni Guler von Weineck, 1616)

### Simboli
Lo stemma e il gonfalone del comune di Dazio sono stati concessi con decreto del presidente della Repubblica del 3 aprile 2020.
Il gonfalone è un drappo di bianco bordato di rosso.

## Monumenti e luoghi d'interesse
- Colmen di Dazio

### Architettura religiosa
- Chiesa di San Provino, consacrata nel 1690, ha la facciata in stile barocco e presenta al suo interno una sola navata con sei altari laterali. L'altare maggiore ha un ciborio in legno intagliato, dorato e dipinto, con ai lati due angeli reggi lampade con ali dorate.

## Società

### Evoluzione demografica
Alla data del 31-3-2018 Dazio ha 442 abitanti, di cui 206 maschi (46,6%) e 236 femmine (53,4%).
Abitanti censitir̩r̩

### Etnie e minoranze straniere
Al 31 dicembre 2017 gli stranieri residenti nel comune di Dazio in totale sono 15.[5]

### Popolazione residente per località abitata

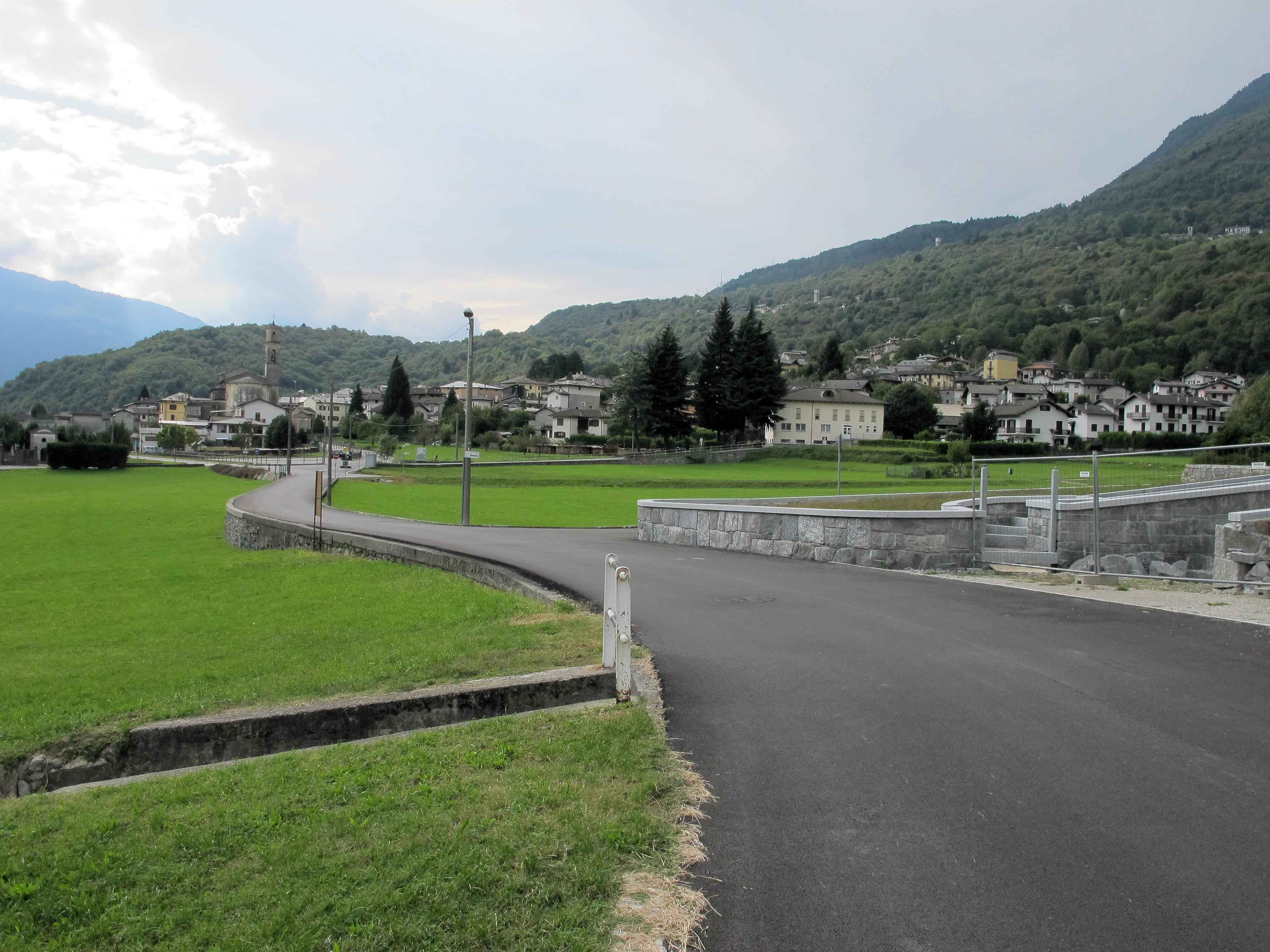
Scorcio del paese

Popolazione residente alla data del censimento della popolazione e delle abitazioni del 2011, per località abitata:
- Dazio - 411;
- Case Sparse - 13 (totale comune di Dazio: 424)

## Economia
L'economia del paese è molto condizionata dalla sua ridotta superficie, dal secolo XVII imponente fu il fenomeno dell'emigrazione, soprattutto rivolta verso di Roma, come testimonia il cognome Caporali, derivato dal grado ottenuto dai daziesi. Sono presenti alcune attività artigianali, agricole e ricettivo-turistiche, molte le seconde case. Per i residenti le opportunità di lavoro si trovano nel fondovalle.